# 国家天文台兴隆观测基地
国家天文台兴隆观测基地位于中国河北省承德市兴隆县，燕山主峰南麓，海拔960公尺，隶属于中国科学院国家天文台光学开放实验室。安装七个望远镜：一马克-III光电星盘；60厘米反射器；一个85厘米反射器；一个60/90厘米施密特望远镜；一个1.26米红外望远镜；和2.16米望远镜。最新的望远镜是4米的大天区面积多目标光纤光谱天文望远镜（LAMOST）。